# 에치고카나마루역
에치고카나마루역(일본어: 越後金丸駅)은 일본 니가타현 이와후네군 세키카와촌에 위치한 동일본 여객철도 요네사카 선의 철도역이다. 상대식 승강장 2면 2선의 구조를 갖춘 지상역이다.

## 타는 곳
| 1 | ■ 요네사카 선 | 상행 | 오구니 · 요네자와 방면                                     |
| 2 | ■ 요네사카 선 | 하행 | 사카마치 방면 ■ 우에쓰 본선 · ■ 하쿠신 선 직통 니가타 방면 |

## 역 주변
- 국도 제113호선

## 역사
- 1933년 11월 30일 : 요네사카사이 선 에치고시모세키 - 당 역 간 개업과 함께 개업. 일반역.
- 1978년 6월 15일 : 화물 취급 폐지.
- 1983년 2월 28일 : 하물 취급 폐지.
- 1987년 4월 1일 : 일본국유철도 분할 민영화에 의해, 동일본 여객철도가 승계.

## 인접 역
| 동일본 여객철도 요네사카 선 | 동일본 여객철도 요네사카 선 | 동일본 여객철도 요네사카 선  |
| --------------------------- | --------------------------- | ---------------------------- |
| 오구니 요네자와 방면        | ■ 요네사카 선               | 에치고카타카이 사카마치 방면 |